# Koniczyna alpejska
Koniczyna alpejska (Trifolium alpinum L.) – gatunek rośliny z rodziny bobowatych (Fabaceae Lindl.). Występuje naturalnie w Europie. 

## Rozmieszczenie geograficzne

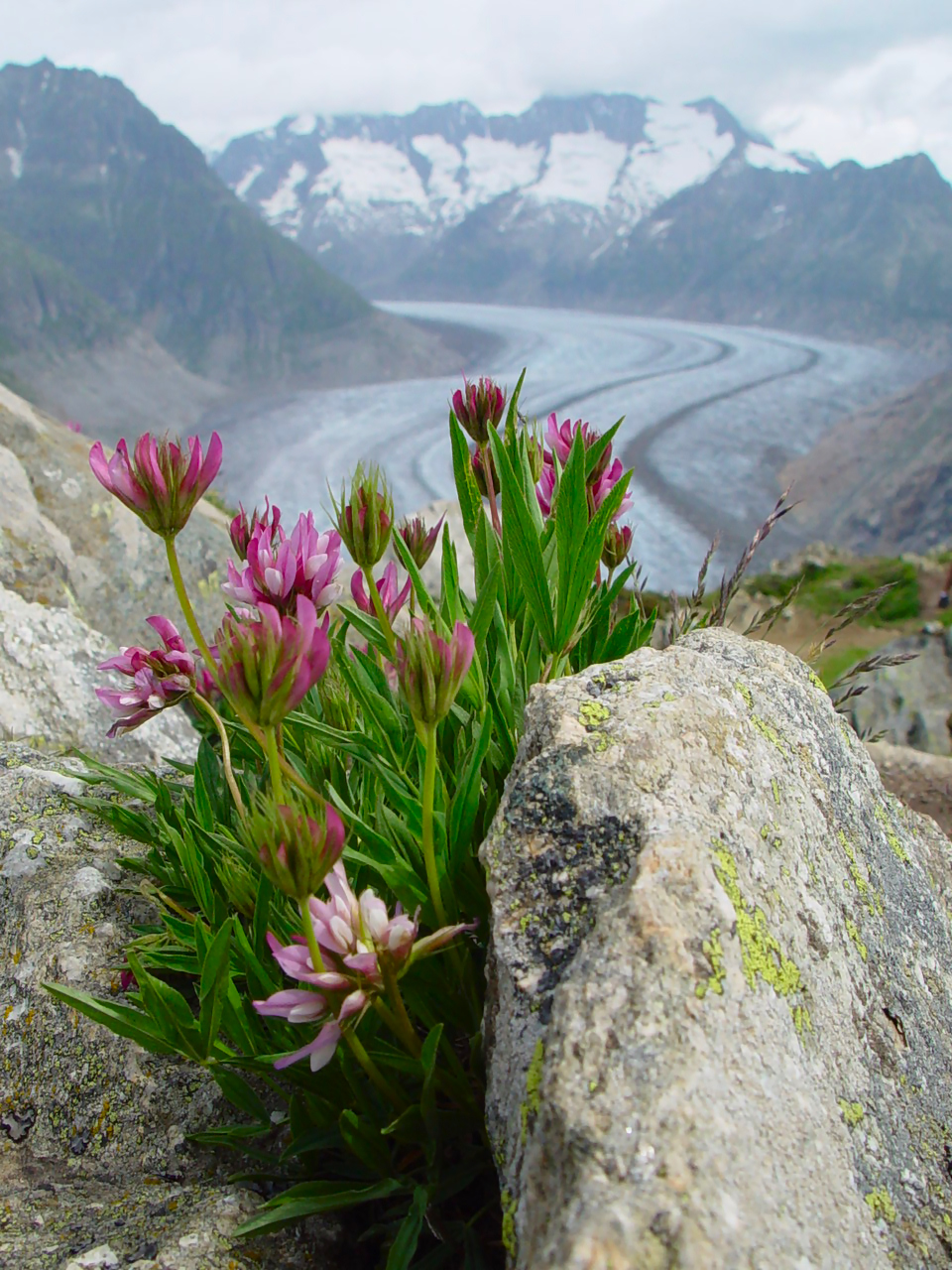
Koniczyna alpejska, w tle lodowiec Aletsch

Rośnie naturalnie w Europie na obszarach górskich – w Alpach, Apeninach, Masywie Centralnym, Pirenejach, Góry Kantabryjskich oraz  Masywie Galicyjskim. Jest gatunkiem relatywnie często występującym w Alpach Centralnych, natomiast sporadycznie spotykanym w Północnych i Południowych Alpach Wapiennych. Został zarejestrowany w Hiszpanii, Andorze, Francji, Włoszech, Szwajcarii oraz Austrii. 
We Francji został zaobserwowany w departamentach Pireneje Atlantyckie, Pireneje Wysokie, Pireneje Wschodnie, Górna Garonna, Ariège, Aude, Ardèche, Gard, Lozère, Cantal, Loara, Górna Loara, Puy-de-Dôme, Doubs, Wogezy, Sabaudia, Górna Sabaudia, Isère, Alpy Górnej Prowansji, Alpy Wysokie oraz Alpy Nadmorskie, a także prawdopodobnie w Aveyron, Drôme (według innych źródeł występuje również w departamentach Lot, Var, Górny Ren, Meurthe i Mozela, Moza i Mozela). We Włoszech rośnie w regionach Dolina Aosty, Emilia-Romania, Liguria, Lombardia, Piemont, Toskania, Trydent-Górna Adyga oraz Wenecja Euganejska. W Szwajcarii występuje w południowej i południowo-wschodniej części kraju. 

## Morfologia

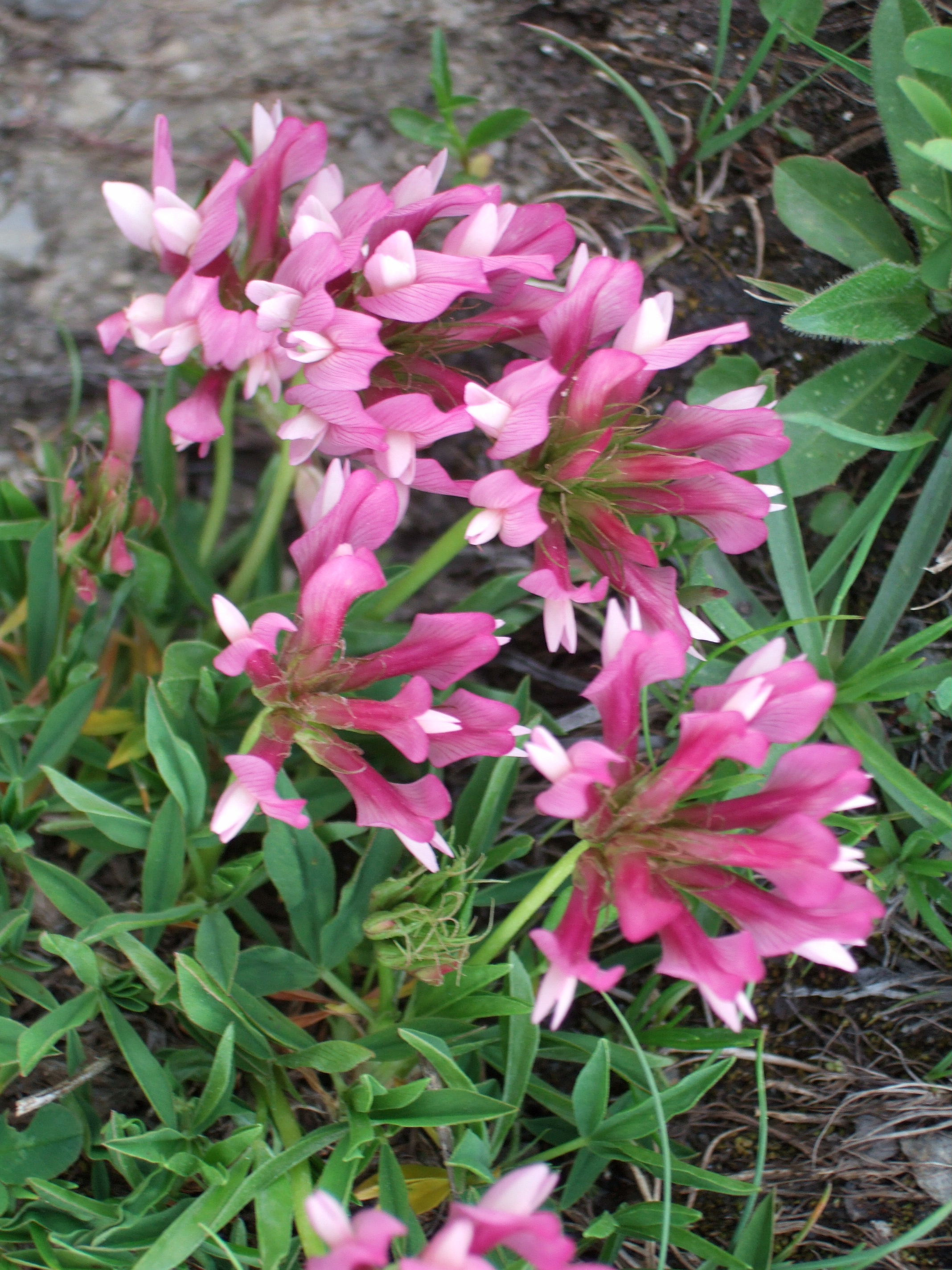
Kwiaty

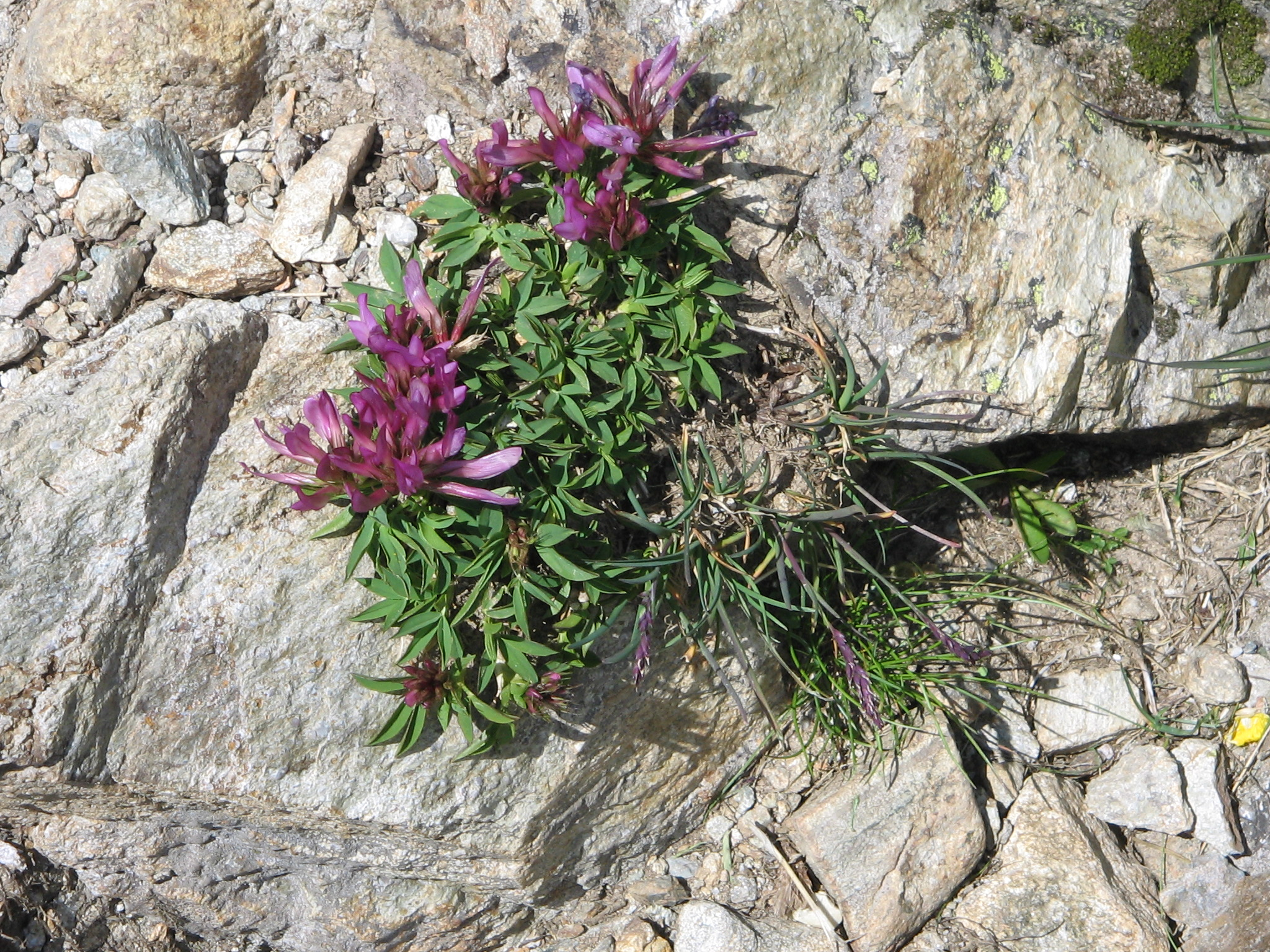
Pokrój

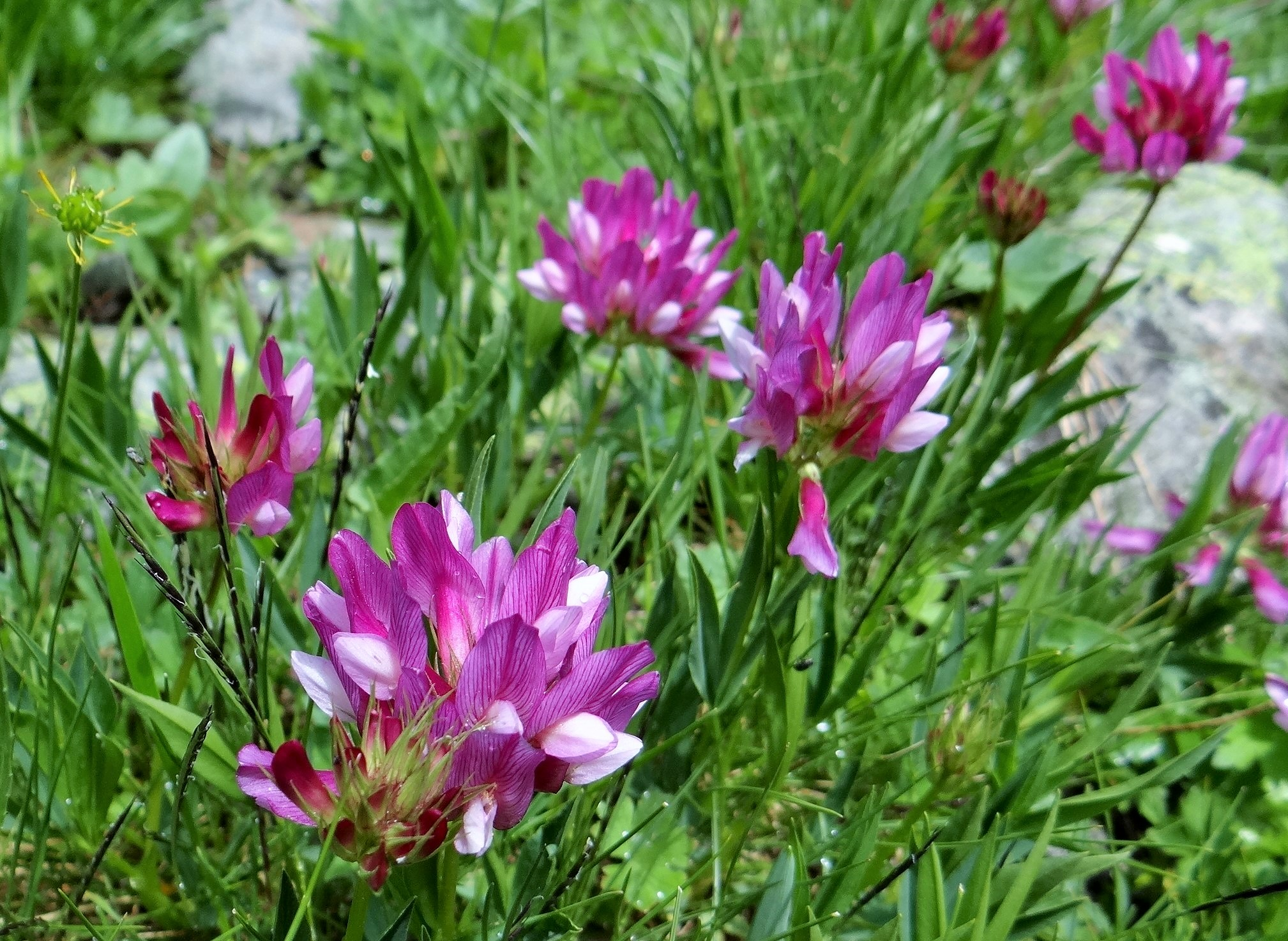
Koniczyna alpejska w masywie Vanoise

PokrójBylina dorastające do 5–20 cm wysokości. Kłącza są pełzające. Pędy są nagie. Korzeń palowy może dorasta do więcej niż 1 m głębokości, jest szeroki na 0,5–1 cm, solidny.
LiścieSą trójlistkowe, osadzone na długich ogonkach liściowych (2–7 cm długości), wyrastają z kłączy. Listki są nagie, mają lancetowaty kształt, o ostrym wierzchołku, mierzą do 1–5 cm długości i 3–7 mm szerokości, są silnie unerwione, całobrzegie lub drobno ząbkowane na brzegu. Mają żywo zielony kolor, jesienią przebarwiając się na żółto. Przylistki są błoniaste, bardzo zrośnięte z ogonkami, obejmują całkowicie pędy nad ziemią, dorastają do 4 (–9) cm długości.
KwiatyMotylkowe, zebrane po 3–12 (–15) w gęste główki o kulistym kształcie. Wydzielają zapach. Rozwijają się na szczytach wyprostowanych szypułek, które z kolei wyrastają bezpośrednio z kątów liści na kłączach. Pojedyncze kwiaty dorastają do 2 cm długości (jedne z większych u przedstawicieli tego gatunku), mają barwę od jasnoróżowej do czerwonej z nieco jaśniejszą łódeczką.
OwoceStrąki o jajowatym kształcie, zakończone dziobem, mają brązową barwę. Zawierają jedno lub dwa nasiona o kształcie od jajowatego do zaokrąglonego, mierzą 2,5 mm długości, 2 mm szerokości i 1,5 mm grubości. Łupina jest gruba, lekko błyszcząca lub matowa, ma barwę od brązowej do płowej lub zielonobrązowej. Około 85% nasion ma mocną łupinę.
Gatunki podobneRoślina jest podobna do koniczyny łąkowej (Trifolium pratense), która dorasta do 30 cm wysokości i różni się jajowatymi listkami pokrytymi na górnej powierzchni jasnymi plamkami w kształcie półksiężyca. Jej kwiaty dorastają do 1,5 cm długości.

## Biologia i ekologia
Rośnie na górskich pastwiskach i halach, a także wśród krzewów i krzewinek, na wysokości od 1700 do 2700 m n.p.m., a według innych źródeł od 1400 do 2500 m n.p.m. Najlepiej rośnie w pełnym nasłonecznieniu. Preferuje gleby kwaśne (optymalny jest odczyn od 4,5 do 5,4 w skali pH), ubogie w wapń. Występuje od 5 do 7 strefy mrozoodporności. Środowisko często dzieli z gatunkiem bliźniczka psia trawka (Nardus stricta). 
Charakteryzuje się wolnym wzrostem. Kwitnie od czerwca do sierpnia. Jest rośliną owadopylną – kwiaty są zazwyczaj zapylane przez motyle oraz trzmiele z długimi ssawkami. Owoce dojrzewają od końca czerwca do początku lipca. 
Liczba chromosomów: 2n = 16. 

## Zagrożenia i ochrona
W Czerwonej księdze gatunków zagrożonych został zaliczony do kategorii LC – gatunków najmniejszej troski. Jest on endemiczny dla Europy. Ma stosunkowo szeroki zakres występowania w obszarach górskich w południowo-zachodniej i zachodniej części Europy. Szacowany zakres występowania koniczyny alpejskiej przekracza wartości potrzebne, aby zaliczyć ją do kategorii zagrożonych gatunków. Pomimo że niektóre z jego siedliska mają tendencję spadkową spadkami, to nie prowadzą one znacząco do spadku populacji tego gatunku, w związku z czym został uznany on za najmniejszej troski. 
Roślina występuje na obszarach chronionych, takich jak między innymi obszar Natura 2000 Foresta di Legnoli we Włoszech czy w Parku Narodowym Écrins we francuskich Alpach. Ponadto jej okazy znajdują się w 27 ogrodach botanicznych, a jej nasiona są przechowywane ex situ w kilku instytucjach, między innymi w banku nasion ogrodów Kew Gardens. 

## Zastosowanie
Korzenie tego gatunku (podobne do korzeni lukrecji) są słodkie i jadalne. Maja zastosowanie w leczeniu wrzodów żołądka czy infekcji jamy ustnej i gardła. Uważa się, że mają działanie przeciwzapalne oraz właściwości pobudzające układ odpornościowy. Ponadto roślina jest powszechnie uprawiana i znajdują się w handlu. Koniczyna alpejska jest dobrym materiałem na pasze, gdyż jest bogata w składniki odżywcze z wysoką strawnością. 

## Uprawa
Nasiona kiełkują źle bez skaryfikacji. Powinno się je siać na głębokości 1,5–2 cm, najpóźniej do końca maja. Do rozmnażania wymagane jest specjalne podłoże. Nie powinno zawierać żadnych chorobotwórczych nicieni z rodziny Pratylenchus – w przeciwnym razie mogą nastąpić całkowite straty wśród nasion. Powinien być również zapewniony wystarczający poziom fosforu w glebie w celu szybkiego rozwoju kiełkujących roślin. Koniczyna alpejska tak jak inne bobowate współżyją z bakteriami brodawkowymi – wiążą wolny azot (N2). Pozostawiając go w glebie poprawiają jej żyzność i właściwości fizyczne.